# Lucie Yakichi
Lucie Yakichi ou Sainte Lucie est une bienheureuse chrétienne fêtée le 19 janvier. Elle est morte en 1622 au Japon. Elle est l'épouse de Louis Yakichi. Canonisée par Jean-Paul II en 2000